# Schoutedenella xenochirus
Arthroleptis xenochirus là một loài ếch thuộc họ Arthroleptidae.
Loài này có ở Angola, Cộng hòa Dân chủ Congo, Malawi, Tanzania, và Zambia.
Môi trường sống tự nhiên của chúng là rừng khô nhiệt đới hoặc cận nhiệt đới, vùng núi ẩm nhiệt đới hoặc cận nhiệt đới, xavan khô, xavan ẩm, đồng cỏ khô nhiệt đới hoặc cận nhiệt đới vùng đất thấp, đồng cỏ nhiệt đới hoặc cận nhiệt đới vùng ngập nước hoặc lụt theo mùa, vùng đồng cỏ, sông ngòi, các đồn điền, và vườn nông thôn, cận nhiệt đới hoặc nhiệt đới.